# Liane G. Benning
Liane G. Benning est une biogéochimiste qui étudie les processus d'interface minéral-fluide-microbe. Elle est professeur de géochimie d'interface au Centre de recherche allemand GFZ pour les géosciences à Potsdam, en Allemagne. Son équipe étudie divers processus qui façonnent la surface de la Terre avec un accent particulier sur deux aspects : la nucléation, la croissance et la cristallisation des phases minérales à partir de la solution et le rôle, les effets et l'interaction entre les microbes et les minéraux dans des environnements extrêmes. Elle s'intéresse également à la caractérisation de ces systèmes, en développant des techniques d'imagerie et de spectroscopie à haute résolution in situ et résolues dans le temps pour suivre les réactions microbes-minéraux au fur et à mesure qu'elles se produisent.

## Éducation
Elle étudie la géologie et la pétrologie à l'Université de Kiel, obtenant son Vordiplom (~ BSc) en 1987 . Elle part à l'École polytechnique fédérale de Zurich pour ses études supérieures, obtenant un diplôme (~ MSc) en pétrologie / géochimie en 1990 et un doctorat en géochimie aqueuse en 1995 . Son doctorat, supervisé par Terry Seward, est en géochimie aqueuse expérimentale avec un accent sur la solubilité de l'or dans les solutions aqueuses de sulfure. Elle rejoint Hu Barnes à l'Université d'État de Pennsylvanie en tant que chercheuse postdoctorale en 1996, titulaire d'une bourse internationale du Fonds national suisse de la recherche scientifique ,.

## Recherche et carrière
Elle part à l'Université de Leeds comme chercheuse universitaire en 1999 . Au cours de sa période à Leeds, elle mène des études géochimiques et biogéochimiques hydrothermales basses à hydrothermales, avec un accent particulier sur la recherche expérimentale en laboratoire. Elle fait toujours des études sur le terrain avec un accent particulier sur l'élucidation de la façon dont la vie s'adapte à des environnements extrêmement chauds ou froids . Elle conçoit, teste et déploie une instrumentation qui recherche la vie dans ces environnements, comme à la surface de Mars . Elle analyse les microbes trouvés dans des échantillons prélevés dans l'Arctique, en extrayant leur information génétique . Elle devient professeur à Leeds en 2007 et étudie depuis un certain nombre de défis environnementaux fondamentaux . En 2009, elle remporte le prix Wolfson de la Royal Society. Elle participe au développement des techniques synchrotron, établissant les mécanismes des interactions minérales in situ ,,. Elle et son équipe travaillent sur la nucléation des sulfures de fer, qui régulent et contrôlent le fer et le soufre géochimiques dans l'environnement ,. En 2014, Liane G. Benning est nommée responsable de la géochimie d'interface au GFZ Centre de recherche allemand pour les géosciences  et professeur à l'Université libre de Berlin en avril 2016 ,,. Au GFZ, elle dirige le Potsdam Imaging and Spectral Analysis Facility (PISA) . En 2016, elle reçoit la médaille Schlumberger de la société minéralogique et la médaille Bigsby de la société géologique.
Elle et son équipe étudient la calotte glaciaire du Groenland, étudiant comment l'albédo varie en raison des interactions des microbes et des particules ,. Elle est l'une des PI d'un grand projet du Conseil de recherche sur l'environnement naturel qui vise à comprendre comment les particules sombres (noires) et les processus microbiens (bloom) ont un impact sur la fonte de la calotte glaciaire ,,. Alors que l'on supposait que le faible albédo des glaciers, généralement attribué à la suie ou à la poussière, est en fait dû aux populations microbiennes , l'équipe de Black and Bloom identifie que les zones les plus sombres à la surface de la calotte glaciaire abritent le plus grand nombre de micro-organismes ,,. De plus, Benning cherche à étudier la croissance et la propagation des micro-organismes dans un climat qui se réchauffe . Elle étudie la succession des microbes de la glace aux sols végétalisés . Ses recherches combinent des analyses microbiologiques géochimiques, minéralogiques et moléculaires et produisent des données qui sont ensuite utilisées dans des modèles informatiques, permettant aux chercheurs de modéliser la croissance des populations microbiennes en réponse à la température du sol et à la lumière du soleil .
En 2017, elle est élue à l'Académie européenne des sciences, Academia Europaea, et en 2018 à l'Académie nationale allemande des sciences, Leopoldina. Elle siège au comité de rédaction de la revue Geochemical Perspectives Letters de l'Association européenne de géochimie . Elle collabore à des projets avec l'Institut d'Astrobiologie de la NASA .